# Automatyczne dowodzenie twierdzeń
Automatyczne dowodzenie twierdzeń (ang. automated theorem proving) – proces zdefiniowany w ramach automatycznego rozumowania, w którym komputer rozstrzyga czy dane twierdzenie jest dowodliwe w jakiejś teorii, często przy okazji generując jego dowód. Twierdzenia te należą zwykle do rachunku zdań lub rachunku predykatów pierwszego rzędu.
Dla komputera wygodniejsze jest zwykle wnioskowanie w tył, choć czasem stosuje się też wnioskowanie w przód.
Przykładem twierdzenia, które zostało dowiedzione dopiero przez ATP jest "Algebry Robbinsa są boolowskie".

## Automatyczne dowodzenie twierdzeń rachunku zdań
Chodzi o stwierdzenie czy dane twierdzenie jest tautologią, lub czy jest spełnialne. Oba przypadki są wzajemnie połączone: zaprzeczenie twierdzenia jest spełnialne wtedy i tylko wtedy, gdy twierdzenie to nie jest tautologią.
Twierdzenia rachunku zdań zawsze są rozstrzygalne – choćby metodą brute force, która polega na sprawdzeniu 2n kombinacji wartości prawda-fałsz dla n zmiennych zdaniowych występujących w twierdzeniu.
Istnieje wiele innych metod, które mają większą wydajność i generują bardziej czytelne dowody. Do najprostszych z nich należą sekwenty Gentzena, systemy Hilberta oraz dedukcja naturalna. W praktyce używa się zwykle metod bazowanych na procedurze Davisa-Putnama. Można też używać uproszczonych wersji metod dla rachunku predykatów pierwszego rzędu.
Problem spełnialności jest jednak w każdym systemie NP zupełny, zaś problem tautologii – CoNP zupełny.

## Automatyczne dowodzenie twierdzeń rachunku predykatów
Dominujące metody to tableau, a przede wszystkim różne wersje rezolucji. W systemach z równością używa się też paramodulacji. Warto zaznaczyć, że "ogólny" język I rzędu jest nierozstrzygalny. W szczególności nie istnieje algorytm, który dla ogólnego języka I rzędu może określić, czy dane zdanie jest w nim prawdziwe, czy nie. Istnieją jednak "szczególne" języki I rzędu, które są rozstrzygalne. Przykładem rozstrzygalnego języka I rzędu może być arytmetyka liczb rzeczywistych, co udowodnił Alfred Tarski. Do weryfikacji zdań o liczbach rzeczywistych służy metoda eliminacji kwantyfikatorów.